# 建装工業
建装工業株式会社（けんそうこうぎょう かぶしきがいしゃ、英: Kenso Co., Ltd.）は、東京都港区に本社を置く日本の建設会社である。主にマンションの大規模修繕工事、塗装、防水、土木補修、設備改修工事などのリニューアル事業を手掛ける。1903年に創業。

## 概要
建装工業は、創業以来、建物の塗装工事から事業を開始し、現在ではマンション、集合住宅や公共インフラの維持・再生を中心とした総合リニューアル工事業者として事業を展開している。全国に支店・営業所を展開し、首都圏を中心に多数の施工実績を有する。非上場企業である。

## 沿革
- 1903年 - 塗装業者として創業。
- 1946年 - 合資会社建装工業に改組。
- 1954年 - 株式会社に改組。
- 1989年 - 東京事業部内にリフォーム部(現首都圏マンションリニューアル事業部)を開設。
- 2015年 - 土木リニューアル事業部を新設。
- 2020年 - 設備・内装リニューアル事業部を開設。
- 2021年 - 央幸設備工業株式会社（現・建装設備北海道株式会社）を子会社化[1]。
- 2022年 - TOHO株式会社を吸収合併[2]。

## 主な事業

### マンションリニューアル事業
分譲・賃貸マンションを対象に、外壁、防水、共用部、給排水設備などの修繕・改修工事を行う。

### 塗装事業
建築物、橋梁、プラント設備などの塗装、防錆、防水工事を手掛ける。

### 土木リニューアル事業
橋梁、トンネル、上下水道施設などの社会インフラの補修・耐震化を行う。

### 設備・内装リニューアル事業
老朽化した設備機器の更新、住戸リノベーション、バリアフリー化などを実施する。

## 関連会社
建装工業は、以下の関連会社を通じて事業を展開している。
- 建装設備北海道株式会社（旧・央幸設備工業株式会社）
北海道を中心に設備工事・リニューアル事業を担う。2023年に社名変更を行った。

- 株式会社ダックビル
マンションのデジタル化を推進する建設テック企業。DX・IoT・AIを活用し、マンション専用のEV充電器や生体認証自動ドアなどの自社製品を開発・提供している。